# Bernerton
Der Bernerton (auch: Berner Ton) ist eine Strophenform in der mittelalterlichen Heldendichtung um Dietrich von Bern, den so genannten Dietrichepen (beispielsweise im Eckenlied, Goldemar, Virginal und Sigenot).
Die Strophe besteht aus  13 Versen. Die Schema ist in metrischer Formelnotation:
4ma 4ma 3wb 4mc 4mc 3wb 4md 3we 4md 3we 4mf 3wx 3mf
Das heißt, der erste Vers ist ein Vierheber mit männlicher Kadenz (4m),
der dritte Vers ist ein Dreiheber mit weiblicher Kadenz (3w) und das Reimschema (der jeweils dritte Buchstabe) ist [aab ccb dede fxf].
Als Beispiel eine Stelle aus dem Eckenlied, Strophe 2:
| Es sâzen helde in eime sal, sî retten wunder âne zahl von ûz erwelten recken der eine was sich her Vâsolt (dem wâren schone vrouwen holt), daz ander was her Ecke, daz dritte der wild Ebenrôt. sî retten al gelîche daz nieman küener waer ze nôt, den von Berne er Dieteriche: der waer ein helt übr alliu lant, sô waer mit listen küene der alte Hiltebrand | 4ma 4ma 3wb 4mc 3wb 4md 3we 4md 3we 4mf 3wx 3mf |

(Es saßen Helden in einem Saal, die sprachen über zahllose Wundertaten von hervorragenden Kämpfern. Der eine war Herr Fasold (dem waren schöne Damen zugetan), der zweite war Herr Ecke, der dritte der wilde Ebenrot. Sie sagten übereinstimmend, dass im Kampf niemand kühner war als Herr Dietrich von Bern: der sei der beste Held in allen Ländern. Klug und kühn aber sei der alte Hildebrand.)